# Kwas fosforowy
Kwas fosforowy (nazwa Stocka: kwas ortofosforowy(V), E338), H
3PO
4 – nieorganiczny związek chemiczny z grupy kwasów tlenowych, składnik kwasów nukleinowych.
Sole i estry kwasu fosforowego to fosforany. Oprócz kwasu fosforowego znanych jest wiele innych kwasów zawierających fosfor, noszących różne nazwy w różnych systemach nomenklaturowych, na co należy zwracać uwagę przy identyfikowaniu i nazywaniu tej grupy związków.

## Otrzymywanie
W przemyśle otrzymuje się go w wyniku działania kwasu siarkowego na fosforan wapnia, którego źródłem są minerały apatyt i fosforyt a czasami także zmielone kości zwierząt:
Ca
3(PO
4)
2 + 3H
2SO
4 → 3CaSO
4 + 2H
3PO
4
Wydzielający się w tej reakcji siarczan wapnia można łatwo oddzielić od kwasu fosforowego przez filtrowanie, gdyż nie rozpuszcza się on w wodzie.
Bezwodnikiem kwasu fosforowego jest dekatlenek tetrafosforu, który w kontakcie z gorącą wodą przechodzi w kwas:
P
4O
10 + 6H
2O → 4H
3PO
4
Przy mniejszej ilości wody zamiast kwasu ortofosforowego powstają polimeryczne kwasy ortofosforowe (polifosforowe) o ogólnym wzorze H
2O·(HPO
3)
x (najprostszym i najlepiej poznanym kwasem polifosforowym jest kwas pirofosforowy (difosforowy), H
4P
2O
7). Kwasy polifosforowe można też otrzymać w wyniku odparowywania wody z kwasu fosforowego. W praktyce laboratoryjnej często zdarza się, że długo przechowywany kwas fosforowy w niedomkniętej butelce ulega tego rodzaju polimeryzacji z powodu wyparowywania z roztworu wody. Można go jednak zawsze „odtworzyć” dodając do niego odpowiednią ilość wody i lekko podgrzewając, choć proces ten bywa dość czasochłonny. 

## Właściwości
Jest kwasem trójprotonowym o średniej mocy (KI = 7,52×10−3), o stałych dysocjacji:
H
3PO
4 + H
2O  ⇄  H
2PO−
4 + H
3O+
     K1 = 1,1×10−2
H
2PO−
4 + H
2O  ⇄  HPO2−
4 + H
3O+
     K2 = 1,2×10−7
HPO2−
4 + H
2O  ⇄  PO3−
4 + H
3O+
     K3 = 1,8×10−12
pH jego 0,1 N roztworu wynosi ok. 1,5.

Przybliżona zawartość niezdysocjowanego kwasu ortofosforowego i poszczególnych jonów w zależności od pH roztworu

Stopiony kwas fosforowy ulega autodysocjacji:
2H
3PO
4 ⇌ H
4PO+
4 + H
2PO−
4
oraz
3H
3PO
4 ⇌ H
3O+
 + H
4PO+
4 + H
2P
2O2−
7
W efekcie wykazuje bardzo dobre przewodnictwo elektryczne (σ = 4,7 S/m). Wynika ono z szybkich przeskoków protonu między sąsiednimi cząsteczkami, natomiast zwykle występujący ruch jonów w polu elektrycznym jest pomijalny z powodu bardzo dużej lepkości.
W wyniku ogrzewania kwasu fosforowego powyżej 300 °C powstaje kwas metafosforowy, HPO
3 zgodnie z równaniem:
H
3PO
4 → HPO
3 + H
2O
pozostałe równania:
2H
3PO
4 → H
4P
2O
7 + H
2O
H
4P
2O
7 → 2HPO
3 + H
2O
Kwas fosforowy powstaje również podczas działania na fosfor czerwony kwasem azotowym:
3P + 5HNO
3 + 2H
2O → 3H
3PO
4 + 5NO
Reakcja ta jest niebezpieczna i może przebiegać wybuchowo.

## Rola biologiczna
Kwas fosforowy oraz jego sole i estry pełnią ważną rolę buforową w płynach ustrojowych, energetyczną (bezwodnikowe wiązania wysokoenergetyczne, np. w ATP i fosfokreatynie) oraz regulatorową (fosforylacja lub defosforylacja białek uaktywnia je biologicznie).

## Zastosowanie
Kwas fosforowy stosowany głównie do wyrobu nawozów sztucznych (np. superfosfatu podwójnego). W przemyśle spożywczym jest stosowany jako dodatek (E338) do napojów gazowanych (np. Coca-Coli) jako regulator kwasowości. Stosowany jest też do wytwarzania fosforanowych powłok ochronnych na metalach, do wytwarzania wielu środków farmaceutycznych, oczyszczania soków w cukrownictwie, odkamieniania armatury w ciepłownictwie, jako płyn do lutowania, w stomatologii, do wyrobu kitów porcelanowych, w lecznictwie i laboratoriach analitycznych. Jest także składnikiem fosolu – odrdzewiacza do stali.